# Фунамбул
46°59′43″ пн. ш. 6°56′14″ сх. д. / 46.9954° пн. ш. 6.9372° сх. д.
Фунамбул (фр. Fun'ambule) — один з трьох фунікулерів міста Невшатель, кантон Невшатель, Швейцарія. Лінія прямує тунелями та сполучає нижню частину міста, біля університету, із залізничним вокзалом у верхній частині. Фунікулер відкрито 27 квітня 2001 року

## Параметри[1]
| Кількість вагонів     | 2                       |
| Кількість станцій     | 2                       |
| Конфігурація          | Одноколійка з роз'їздом |
| Довжина лінії         | 330 м                   |
| Підйом                | 46 м                    |
| Максимальний похил    | 34 %                    |
| Ширина колії          | 1600 мм                 |
| Місткість             | 126 пасажирів у вагоні  |
| Максимальна швидкість | 8 м/с                   |